# Бюффон (Кот-д’Ор)

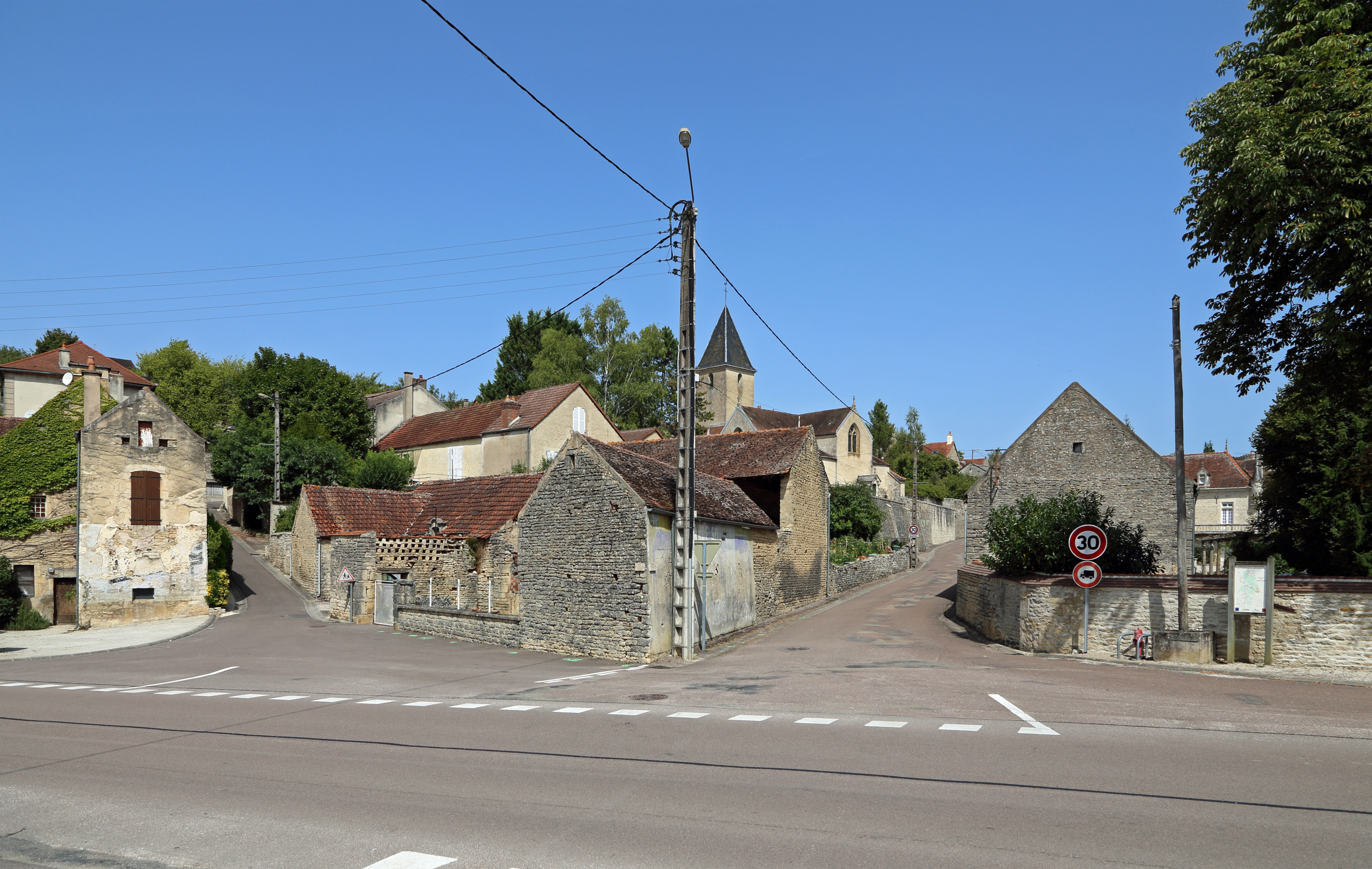
Бюффо́н

Бюффо́н (фр. Buffon) — коммуна во Франции, находится в регионе Бургундия. Департамент коммуны — Кот-д’Ор. Входит в состав кантона Монбар. Округ коммуны — Монбар.
Код INSEE коммуны — 21114.

## Население
Население коммуны на 2010 год составляло 160 человек.
| 1962 | 1968 | 1975 | 1982 | 1990 | 1999 | 2010 |
| ---- | ---- | ---- | ---- | ---- | ---- | ---- |
| 167  | 187  | 175  | 167  | 190  | 189  | 160  |

## Экономика
В 2010 году среди 99 человек трудоспособного возраста (15—64 лет) 69 были экономически активными, 30 — неактивными (показатель активности — 69,7 %, в 1999 году было 69,7 %). Из 69 активных жителей работали 60 человек (35 мужчин и 25 женщин), безработных было 9 (3 мужчин и 6 женщин). Среди 30 неактивных 4 человека были учениками или студентами, 18 — пенсионерами, 8 были неактивными по другим причинам.